# Turbicellepora americana
Turbicellepora americana is een mosdiertjessoort uit de familie van de Celleporidae. De wetenschappelijke naam van de soort is voor het eerst geldig gepubliceerd in 1912 door Osburn.